# 배수성

위 그림은 완전한 하나의 염색체 세트(단배수체 세트와 동일함)로 구성된 홑배수체 세트이다. 만약 홑배수체 세트가 2개의 세트로 구성되어 있다면, 이 생물은 네배수체(4세트) 종이다.

배수성(倍數性; ploidy, /ˈplɔɪdi/; 옛 용어 핵상)은 한 세포 안에 들어 있는 염색체의 완전한 세트 수로 정의한다. 따라서 배수성은 상염색체에서 가능한 대립유전자 수와 거짓상염색체 유전자 수를 의미하기도 한다. 염색체 세트는 어머니와 아버지로부터 유래한 염색체 사본의 수를 의미한다. 체세포나 조직, 각각의 생물은 자신이 가지고 있는 염색체 세트 수("배수성 레벨")에 따라 다음과 같이 구분할 수 있다. 한배수체(monoploid; 일배체) (1세트), 두배수체(diploid; 이배체) (2세트), 세배수체(triploid; 삼배체) (3세트), 네배수체(tetraploid; 사배체) (4세트), 다섯배수체(pentaploid; 오배체) (5세트), 여섯배수체(hexaploid; 육배체) (6세트), 일곱배수체(heptaploid 또는 septaploid; 칠배체) (7세트) 등. 유전학 용어인 다배수체는 이 중에서 염색체 세트가 3세트 이상인 세포를 나타낼 때 사용한다.
모든 유성 생식을 하는 생물들은 두배수체 또는 그 이상인 체세포로 구성되어 있으며, 배수성 레벨은 생물 종에 따라 매우 다양하고 같은 생명이라고 하더라도 조직 종류에 따라, 생활 주기의 단계에 따라 서로 다르다. 현재까지 알려진 모든 식물 속(genera)의 절반 정도는 다배수체 종이고, 그중 모든 풀 종류의 2/3가 다배수체이다. 동물은 대부분 두배수체인데, 무척추동물과 파충류, 양서류는 다배수성이 흔하다. 일부 종은 같은 종에서도 개체마다 배수성이 다르기도 하고(벌이나 개미 같은 사회적 곤충들처럼), 다른 몸 부위는 두배수체이지만 어떤 조직이나 기관계 전체가 다배수성을 나타내기도 한다(포유류의 간처럼). 특히 식물이나 진균(곰팡이) 같은 많은 생물들은 세대를 거치면서 배수성을 변화시키는데, 이는 종 분화의 주요 원동력이다. 포유류나 새는 배수성이 변할 경우 일반적으로 죽는다. 다배수성을 나타내는 생물이 지금은 두배수체로 여겨지고 있다는 증거는 식물과 동물에서 다배수체가 되고 다시 두배수체가 되는 과정을 반복하면서 다배수성이 진화적 다양성에 기여해왔다는 것을 의미한다.
사람은 두배수체 생물로, 일반적으로 체세포는 아버지로부터 받은 1세트 염색체와 어머니로부터 받은 1세트 염색체가 더해진 총 2개의 완전한 염색체 세트를 운반한다. 일반적으로 염색체 1세트는 상염색체 22개와 성염색체 1개로 구성된 23개로 이루어져 있고, 2세트의 염색체는 서로 상동의 쌍을 이룬다(X와 Y 염색체만 상동이 아님). 각 23쌍의 염색체는 46개의 완전한 전체 염색체를 이룬다. 이처럼 개체의 염색체 전체 수(모든 완전한 세트에서의 염색체 수)를 염색체 수(chromosome number 또는 chromosome complement)라고 한다. 한편, 하나의 완전한 염색체 세트 수(1세트 염색체 수)는 한배수체 수(monoploid number)라고 정의하고, x라고 표기한다. 또한, 유성 생식을 할 때 감수분열을 통해 만들어진 정자나 난자 같은 생식자(gamete)가 가지는 전체 염색체 수를 홑배수체 수(haploid number)라고 정의하고, n으로 표기한다('반수체'는 잘못 번역된 용어이므로 홑배수체로 고쳐 표기하기 바람). 유전학에서 한배수체 수와 홑배수체 수를 나타내는 기호 x와 n은 기울임꼴로 적는 것이 원칙이다.
각 염색체 쌍에서 아버지와 어머니의 염색체 사본을 1개씩 가지는 체세포와 비교하면, 일반적인 조건에서 홑배수체 수는 어떤 생물의 체세포에 존재하는 전체 염색체 수의 정확히 절반이다. 두배수체 생물의 경우, 한배수체 수와 홑배수체 수는 동일한데, 예를 들어 사람의 경우 한배수체 수와 홑배수체 수 둘 다 23이다. 사람의 종자세포(germ cell)가 감수분열을 하면, 46개의 염색체 수는 절반으로 나뉘어서 홑배수체 생식자를 만든다. 남성과 여성의 생식자(정자와 난자, 각각은 23개의 1세트 염색체를 포함)가 수정을 통해 융합하고 나면, 만들어지는 접합자(zygote)는 다시 2세트로 이루어진 완전한 46개의 염색체 수를 가진다.
정배수성(euploidy)과 비정배수성(aneuploidy; 이수성)이라는 용어는 염색체 수가 홑배수체 수의 정수배인지 아닌지를 나타내는 용어이다. 홑배수체 수(n)의 정확히 정수배이면 정배수성(euploidy)이라고 하고, 염색체 한두 개가 추가로 있거나 없어서 홑배수체 수의 정수배가 아니면 비정배수성(aneuploidy; 옛 용어 이수성)이라고 한다. 예를 들어, 일반적인 사람은 (46, XX)나 (46, XY)의 핵형을 가지는데 반해, 터너 증후군을 가지는 사람은 성 염색체 하나(X 또는 Y)가 없어서 (45, X)의 핵형을 가진다. 이처럼 염색체 수 45가 홑배수체 수(n=23)의 정수배가 아닌 경우를 비정배수성이라고 부른다.

## 어원
ploidy라는 용어는 haploidy와 diploidy에서 거꾸로 만들어진 역성어이다. 'Ploid'라는 용어는 고대 그리스어에서 유래하였는데, '-겹[배]'를 의미하는 -πλόος (-plóos, )와 "형태, 닮음"을 의미하는 εἶδος (eîdos)가 혼합되어 만들어졌다. 그리스어 단어 ᾰ̔πλόος (haplóos)는 '하나(single)'를 의미하며, 맨 앞의 ἁ- (ha-)는 '하나, 같음'을 나타낸다. 그리스어 단어 διπλόος (diplóos)는 '2중' 또는 '2배'를 의미한다. 따라서 홑배수체(haploid)는 '1배 형태'를 의미하고, 두배수체(diploid)는 '2배 형태'를 의미한다.
폴란드 식물학자인 에두아르트 슈트라스부르거(Eduard Strasburger)는 1905년에 처음으로 haploid와 diploid라는 용어를 만들었다. 일부 저자는 슈트라스부르거가 이드(id)(생식질; germ plasm)에 관한 아우구스트 바이스만(August Weismann)의 구상에 기초하여 haplo-id와 diplo-id처럼 용어를 만들었다고 말한다. 이 두 용어는 슈트라스부르거와 그의 동료가 쓴 1906년의 독일어 교과서를 윌리엄 헨리 랑(William Henry Lang)이 1908년 영어로 번역하면서 독일어에서 영어로 옮겨졌다.
일본은 20세기 이 용어를 처음 번역할 때 핵의 상태를 의미하는 "핵상(核相)"이라고 표기하였다. 그러나 이는 본래 어원에서 '-겹'과 '형태' 중 '-겹'의 의미가 빠지고 '핵'의 의미가 들어갔다는 오류가 존재한다. 이후 원래의 어원을 되살려 '배수성(倍數性)'이라고 따로 표기를 시작했지만, 이미 일본에서는 핵상과 배수성이 함께 굳어져 생명과학을 공부하는 사람들이 혼란을 겪고 있는 상황이다. 실제로 ploidy는 모든 세포에 다 정의되는 용어이지만, '핵상'이라고 표기하면 이 용어를 핵이 없는 원핵생물의 세포나 열린 세포 분열을 진행중인 세포에 적용하지 못하므로 이는 보편적이지 않은 잘못된 용어이다.
일본이 저지른 이 오류는 그대로 대한민국에 전해져서 21세기 현재까지도 일부 전공 교과서를 제외한 중고등학교 교과서와 시험 문제에서 '핵상'이라고 표기하고 있고, 생명과학을 공부한 대부분의 한국인이 '핵상'과 '배수성'의 용어를 구분하지 못하는 혼란을 겪고 있다. 심지어 저명한 사전이나 백과사전에는 '배수성'이란 용어를 다배수성을 뜻하는 용어인 'polyploidy'로 잘못 알려주는 오류도 함께 저지르고 있다. 이런 오류를 바로잡기 위해 생명과학 문헌 제작자들은 하루빨리 '핵상'이라는 단어를 모두 없애고 '배수성'으로 표기해야 한다는 의견이 있다.
일본이 야기한 또 다른 오류는 haploid를 '반수체(半数体)'라고 잘못 번역했다는 것이다. 앞에서 살펴봤듯이 haploid는 그리스어 어원에서 "1배 형태"를 의미한다. 그러나 일본은 접두사 'haplo-'가 1개라는 의미인지 모르고, 영어에서 절반을 의미하는 'half'로 잘못 해석하여 자의적으로 '반수체(半数体)'라고 표기하기 시작했다. 대한민국은 이 용어 또한 그대로 오류를 함께 가져와 21세기 현재까지도 반수체라고 표기하고 읽는다. 이런 잘못은 유성 생식을 하는 생물의 배수성 진화 과정이나, 홑배수체 용어의 원래 포괄적인 정의와 수 개념에 관해 오개념을 심어줄 우려가 존재한다.
이런 잘못을 고치기 위해 대한의협은 의학용어 사전을 편찬하면서 원래의 어원 의미를 우리말로 살려 '핵상'으로 표기되던 ploidy는 '배수성'으로 표기하고, '반수체'로 표기되던 haploid는 '하나'를 의미하는 접두사인 '홑-'을 사용하여 홑배수체로 표기할 것을 권장한다. 모든 글자를 한자어로 사용한다면 'haploid'는 그리스어 어원 'single'을 존중하여 '단배체'라고 표기해야 한다. 생명과학에서는 haploid와 monoploid가 구분되기 때문에, 각각을 홑배수체(단배체; haploid)와 한배수체(일배체; monoploid)로 따로 구분하여 번역 및 표기하고, 서로 의미가 혼동되지 않도록 주의해서 써야 한다. 일본이 저지른 오류를 그대로 답습하지 않도록 하루빨리 학계가 나서서 용어를 정리하고 정정할 필요가 있다.

## 배수성의 종류

### 홑배수체와 한배수체 (Haploid and monoploid)

홑배수체 세대가 우세한 생물과, 두배수체 세대가 우세한 생물의 유성 생식 비교.
1) 왼쪽은 홑배수체 생물이고, 오른쪽은 두배수체 생물이다.
2와 3) 홑배수체 난자와 정자는 각각 하나의 유전자 좌위에 우성인 보라색 대립유전자와 열성인 대립파란색 유전자를 운반한다. 이들 생식자는 생식계에서 단순히 체세포분열을 통해서 만들어진다.
4와 5) 두배수체 생물의 정자와 난자는 각각 열성 파란색 대립유전자와 우성 보라색 대립유전자를 운반한다. 이들 생식자는 두배수체 종자세포가 감수분열을 하여 염색체 수가 절반으로 줄어들면서 만들어진다.
6) 두 홑배수체 생식자가 융합하여 만들어진 두배수체 접합자로, 이 시기는 짧게 지속된다.
7) 두 홑배수체 생식자가 수정해서 융합하여 만들어진 두배수체 접합자이다.
8) 두배수체 세포는 빠르게 감수분열을 하여 절반만큼의 염색체를 가지는 홀씨를 만든다. 이 홀씨는 어머니의 우성 유전자나 아버지의 열성 유전자 중 하나를 발현하며, 체세포분열을 진행하여 하나의 홑배수체 생물 전체를 형성한다.
9) 두배수체 접합자는 체세포분열을 진행하여 하나의 두배수체 생물 전체를 형성한다. 각 세포는 모두 보라색 대립유전자와 파란색 대립유전자를 포함하기 때문에 우성인 보라색 대립유전자만 표현형으로 발현된다.

홑배수체(haploid; 단배체, 단성; 옛 용어 반수체)라는 용어는 서로 연관이 있지만 구별되는 2개의 정의를 가진다. 포괄적인 의미로는, 홑배수체란 생식자가 일반적으로 가지고 있는 염색체 세트 수로 정의된다. 유성 생식 과정에서 2개의 생식자는 반드시 합쳐져 체세포를 만들어낼 하나의 접합자가 되어야 하기 때문에 건강한 생식자는 항상 체세포가 가지는 염색체 세트 수의 정확히 절반만을 가지고 있어야 한다. 이러한 의미에서의 '홑배수체'는 체세포가 가지는 염색체 세트 수의 정확히 절반을 의미한다. 이 포괄적 정의에 따르면, 한 생명체에서 각 염색체의 사본 하나(염색체 1세트)를 가지는 생식자는 홑배수체이고, 각 염색체의 사본 둘(염색체 2세트)을 가지는 체세포는 두배수체이다. 이처럼 두배수체 체세포와 홑배수체 생식자 시스템은 동물 계에서 널리 사용되며, 유전학 개념을 가장 간단하게 나타낸다. 그러나 이러한 정의에서 홑배수체 생식자는 1세트보다 많은 염색체를 가질 수도 있다. 위에서 언급한 것처럼 생식자의 염색체 수는 실제 생식자 세포가 가지고 있는 염색체 세트 수와 상관없이 홑배수체 수(n)로 정의된다. 그런데 만약 예를 들어, 한 생물의 체세포가 네배수체(염색체 4세트)라면, 이 생물은 감수분열을 통해 2세트의 염색체를 가지는 생식자를 만들어낼 것이다. 이 생식자들은 실제로 숫자상으로 두배수체이더라도, 용어로는 홑배수체라고 부른다.
두 번째 정의는 '홑배수체(haploid)'를 각 염색체 사본 하나를 가지는 것으로 다르게 정의하는 것이다. 그러나 정의하면 오류가 발생한다. 홑배수체를 오직 염색체 한 세트만으로 정의할 때 나타나는 오류를 살펴보자. 이러한 경우, 만약 진핵생물 세포 핵이 염색체를 1세트만 가져서 각 염색체가 쌍을 이루지 않을 때, 이 진핵생물 세포 핵은 홑배수체라고 부른다. 더 나아가 똑같이 진핵생물 세포 핵이 1세트의 염색체만 가질 때 그 세포를 홑배수체라고 부를 수 있고, 결국엔 이 생물의 체세포가 세포당 1세트의 염색체를 가지는 경우 이 생물을 홑배수체라고 부를 수 있다. 그러나 이처럼 홑배수체를 염색체 1세트로 정의하면 위의 네배수체 생물 예시에서처럼 숫자상으로 생식자가 두배수체인데도 불구하고 홑배수체는 생식자가 가지는 염색체 수와 일치하지 않게 된다. 이처럼 홑배수체라는 용어의 모호함을 피하기 위해 한배수체라는 용어를 사용한다. 한배수체(monoploid; 일배체)란 염색체 한 세트로 정의된다. 만약 홑배수체와 한배수체가 같은 생물의 경우 두 용어는 서로 동일하며, 서로 바꾸어 쓸 수 있다.
생식자(gamete)(정자와 난자)는 홑배수체 세포이다. 대부분의 생물에서 홑배수체 생식자는 서로 합쳐져 염색체를 n쌍 가지는, 즉 총합 2n의 염색체를 가지는 접합자(zygote)를 만든다. 접합자가 가지는 염색체 한 쌍 중, 한 세트는 정자로부터 오고 다른 한 세트는 난자로부터 오며, 모양과 크기가 같은 이들 각 염색체 쌍을 상동이라고 부른다. 상동 염색체 쌍을 가지는 세포나 생물은 두배수체라고 부른다. 예를 들어 대부분의 동물은 두배수체이고, 홑배수체 생식자를 만든다. 감수분열 과정 동안 생식세포 전구체(종자세포)는 각 쌍의 염색체 중 하나씩을 무작위하게 선택해서 염색체 수를 절반으로 감소시켜 홑배수체 생식자를 만든다.
모든 식물과 많은 진균(곰팡이), 조류(algae)는 홑배수체 상태와 두배수체 상태를 번갈아가며 생활 주기를 완성한다. 이때 한 상태가 다른 상태보다 더 우세하다. 이를 세대 교대(세대 교번; alternation of generations)라고 한다. 대부분 진균과 조류, 그리고 이끼 같은 원시적인 식물은 생활 주기의 주요 단계를 홑배수체 상태로 보낸다. 겉씨식물과 속씨식물처럼 더 최근에 분화한 식물은 생활 주기의 대부분을 두배수체 상태로 보낸다. 대부분의 동물은 두배수체이지만, 벌, 말벌, 개미 수컷들은 수정되지 않은 홑배수체 난자가 그대로 발생하여 태어나기 때문에 홑배수체이고, 암컷인 일벌(일개미)과 여왕벌(여왕개미)은 정자와 난자가 수정하여 발생하기 때문에 두배수체이다. 이런 시스템을 홑두배수체(haplodiploid)라고 부른다.
일부 경우에 홑배수체 세트(생식자가 가지는 염색체 전체 수)에 존재하는 n 염색체가 원래 더 작은 염색체 세트에서 복제되어 생겨났다는 진화적 흔적이 존재한다. 위에서 살펴봤듯이 이 '기본적인' 수, 즉 원래의 고유한 홑배수체 세트라고 여겨지는 수를 한배수체 수(monoploid number)라고 한다(basic number, cardinal number, fundamental number라고 하기도 함). 예를 들어 식물 밀의 염색체는 3개의 서로 다른 조상 종으로부터 유래했는데, 각각의 홑배수체 생식자는 7개의 염색체를 가진다. 따라서 한배수체 수 x = 7이고, 홑배수체 수는 n = 3 × 7 = 21이다. 보통 n은 x의 배수이다. 결과적으로 밀의 체세포는 7개 염색체를 6세트, 즉 총 42개의 염색체를 가진다. 이때 3세트는 난자로부터, 다른 3세트는 정자로부터 오는데, 난자와 정자가 융합하여 밀이라는 식물이 만들어지면 식물의 체세포는 총 42개의 염색체로 구성된다. 식으로 나타내면 2n = 6x = 42이고, 홑배수체 수 n은 21이고, 한배수체 수 x는 7이다. 밀의 생식자는 체세포의 절반만큼의 염색체 수를 가지므로 홑배수체이지만, 실제로는 생식자가 3세트의 염색체를 가지므로(n = 3x) 한배수체가 아니다.
다른 많은 생물들도 밀과 마찬가지 방식으로 염색체 수가 유래했을 수도 있지만, 아직 확실히 밝혀지진 않았다. 사람의 경우는 홑배수체 수와 한배수체 수가 같으며, x = n = 23이다.

### 두배수체 (Diploid)
두배수체(diploid; 양성) 세포는 염색체 각각 2개의 상동 사본을 가지며, 일반적으로 하나는 어머니로부터 받고 다른 하나는 아버지로부터 받는다. 모든 포유류는 모두 두배수체 생물이다. 평원비스카차쥐(Tympanoctomys barrerae)와 골든비스카차쥐(en:Pipanacoctomys aureus)는 2004년 네배수체로 알려지면서 유일한 예외로 여겨지기도 했지만, 일부 유전학 연구는 포유류에서 나타나는 다배수성은 사실이 아니라고 반박하면서 이 두 설치류에서 나타나는 거대한 지놈 크기는 반복 서열의 증폭과 분산 때문이라고 제안했다. 모든 일반적인 두배수체 개체는 다배수성을 나타내는 세포를 일부 가지기도 한다. 사람의 두배수체 세포는 46개의 염색체(2n)를 가지고, 사람의 홑배수체 생식자(난자와 정자)는 23개의 염색체(n)를 가진다. 사람거품형성바이러스(human foamy virus), 사람T림프친화바이러스(human T-lymphotropic virus), 사람면역결핍바이러스(HIV) 같은 레트로바이러스는 각각 바이러스입자에 RNA 지놈의 사본을 2개씩 가지기 때문에 두배수체라고 한다.

### 다배수성 (Polyploidy)
다배수성(polyploidy)은 기본적인 염색체 세트를 넘어서 3개 이상의 여러 염색체 세트를 가지는 상태를 의미한다. 염색체 세트 수에 따라 각각 세배수체(triploid; 삼배체) (3세트), 네배수체(tetraploid; 사배체) (4세트), 다섯배수체(pentaploid; 오배체) (5세트), 여섯배수체(hexaploid; 육배체) (6세트), 일곱배수체(heptaploid 또는 septaploid; 칠배체) (7세트), 여덟배수체(octoploid; 팔배체) (8세트), 아홉배수체(nonaploid; 구배체) (9세트), 열배수체(decaploid; 십배체) (10세트), 열한배수체(undecaploid; 십일배체) (11세트), 열두배수체(dodecaploid; 십이배체) (12세트), 열세배수체(tridecaloid; 십삼배체) (13세트), 열네배수체(tetradecaploid; 십사배체) (14세트) 등의 용어로 부른다. 일부 더 높은 배수성을 가지는 생물은 열여섯배수체(hexadecaploid; 십육배체) (16세트), 서른두배수체(dotriacontaploid; 삼십이배체) (32세트), 예순네배수체(tetrahexacontaploid; 육십사배체) (64세트)를 띠기도 한다. 용어를 적을 때 접두사를 간편하게 하기 위해서 높은 배수성을 가지는 생물은 '16배수체'처럼 숫자로 쓰기도 한다. 식물이나 초파리의 다섬유 염색체는 1024배수체까지 가질 수도 있다. 침샘, 엘라이오솜(elaiosome), 배젖(endosperm), 영양막(trophoblast)은 이를 초과하고, 누에(Bombyx mori)의 명주실샘 세포는 1048576배수체까지 형성된다.
염색체 세트는 같은 종으로부터 유래할 수도 있고, 가까이 연관된 다른 종으로부터 유래할 수도 있다. 다른 가까운 종으로부터 염색체 세트가 유래하는 경우를 이질다배수체(allopolyploid)라고 한다. 이질다배수체는 2개의 분리된 종이 교잡하여 만들어진다. 식물에서는 염색체 복제 후 두배수체-두배수체 교잡 방법이 아닌, 감수분열은 진행했지만 비분리가 일어나 염색체 수가 그대로인 생식자가 서로 쌍을 이룸으로써 흔히 나타난다. 배추 속 삼각형(Brassica triangle)은 이질다배수성의 한 예이며, 세 개의 다른 부모 종은 모든 가능한 조합으로 교잡하여 세 개의 새로운 종을 생산한다.
다배수성은 식물에서 흔하게 발생하지만, 동물에서는 매우 드물다. 두배수체 생물이라고 하더라도 많은 체세포들이 체세포분열 없이 염색체만 복제하는 속재복제(endoreduplication)라는 과정을 거쳐 다배수성을 나타낸다. 극단적인 다배수성은 Ophioglossum이라는 양치식물 속에서 나타나는데, 이때 다배수체 염색체 수는 수백 개에서 천 개를 넘어간다.
다배수체 생물은 홑배수체화(haploidisation)라는 과정을 통해 다시 배수성이 적은 상태로 돌아갈 수 있다.

#### 박테리아와 아키아의 경우
다배수성은 박테리아 Deinococcus radiodurans와 아키아 Halobacterium salinarum에서 나타난다. 이 두 종은 DNA 이중가닥의 절단을 유도하는 이온화 방사선과 건조 조건에서 매우 저항성이 뛰어나다. 이렇게 저항성이 뛰어난 이유는 DNA 사본을 여러 개 가지면서 어떤 DNA가 절단됐을 때 상동 재조합 복구(homologous recombinational repair)를 효율적으로 할 수 있기 때문이다.

### 다양한 배수성 또는 부정배수성 (Indefinite ploidy)
성장 조건에 따라 박테리아 같은 원핵생물은 염색체 사본 수를 1개에서 4개까지 가질 수 있다. 이 수는 특정 시간에서 부분적으로 복제된 염색체의 일부를 센 흔히 단편적인 수이다. 이런 현상은 지수성장기 조건에서 세포가 분열하는 것보다 더 빠른 속도로 DNA를 복제할 수 있기 때문이다.
섬모충류의 큰핵(macronucleus)은 유전체의 특정 부분만 증폭되기 때문에 증폭배수체(ampliploid)라고 부른다.

### 혼합배수성 (Mixoploidy)
혼합배수성(mixoploidy)은 하나는 두배수체이고 다른 하나는 다배수체인 2개의 세포주가 동일한 생물 안에 동시에 존재하는 경우를 의미한다. 사람이 다배수성을 띠면 생존할 수 없지만, 살아있는 어른과 아이에서는 혼합배수성이 나타나기도 한다. 지금까지 밝혀진 것은 2종류가 있는데, 첫 번째는 일부 세포가 46개의 염색체를 가지면서 다른 일부 세포는 69개의 염색체를 가지는 두배수체-세배수체 혼합배수성이고, 두 번째는 일부 세포가 46개의 염색체를 가지면서 다른 일부 세포는 92개의 염색체를 가지는 두배수체-네배수체 혼합배수성이다. 혼합배수성은 세포학에서의 주요 주제이다.

### 두홑배수성과 다홑배수성 (Dihaploidy and polyhaploidy)
두홑배수체(dihaploid)와 다홑배수체(polyhaploid) 세포는 염색체 구성을 절반으로 감소시키는 것과 같은 방법으로 다배수체가 홑배수체화(haploidisation)되어 형성된다.
두홑배수체(dihaploid)는 두배수체로, 선택이 네배수체보다 두배수체에서 더 빠르기 때문에 네배수체 작물 식물(특히 감자)을 선택 교배할 때 중요하다. 네배수체는 체세포 융합 같은 방법으로 두배수체로부터 재구성될 수 있다.
'두홑배수체'라는 용어는 전체 유전체 사본(두배수체)과 이 사본의 원래 기원(홑배수체)을 합쳐서 나타내는 용어로, 벤더(Bender)가 처음 만들었다. 이 용어는 원래 의미를 잘 나타내고 있지만, 유전학 연구에서 동형접합인 복제된 한배수체나 복제된 홑배수체를 나타내기 위해서 사용되기도 한다.
본문 아래의 홑두배수성과 헷갈리지 않도록 주의하라.

### 정배수성과 비정배수성 (Euploidy and aneuploidy)
정배수성(euploidy, 그리스어 eu는 'true' 또는 'even'를 의미)은 세포나 생물이 같은 염색체 세트 한 세트를 1개 이상 가지는 상태를 의미한다. 쉽게 말해 전체 염색체 수가 홑배수체 수 n의 정수배이면 정배수성이다. 예를 들어, 대부분의 사람은 23개의 한배수체 염색체를 총 2세트 가짐으로써 총 46개의 염색체를 가지며, 이는 정배수성이다. 23개의 일반적인 염색체 세트를 하나 더 추가로 가져서 세배수체(3n)가 되어도 정배수성이다.
비정배수성(aneuploidy; 옛 용어 이수성)은 일반적인 염색체 세트에서 하나 이상의 개개의 염색체가 없거나 추가로 존재해서 염색체 사본 수가 평상시와 다른 상태를 의미한다. 쉽게 말해 염색체 수가 홑배수체 수 n의 정수배가 아니면 비정배수성이다. 예를 들어 21번 염색체를 하나 더 가짐으로써 총 47개의 염색체를 가지는 다운 증후군이나, X 염색체가 하나 가지지 않음으로써 총 45개의 염색체를 가지는 터너 증후군 사람은 비정배수성이다. 각 염색체의 비정배수성은 접미사 -ploidy 대신 -somy를 붙여 Trisomy나 Monosomy처럼 적고, 세염색체(증)과 홑염색체(증)처럼 번역한다.

### 동일배수체 (Homoploid)
동일배수체(homoploid)는 같은 상동 염색체 수를 가지는 것처럼 '같은 배수성 레벨 상태'를 의미한다. 예를 들어 동일배수체 교잡은 자손이 두 부모 종과 동일한 배수성 레벨을 가지도록 하는 교잡을 의미한다. 이 동일배수체 교잡은 염색체 복제가 함께 혹은 교잡 직후 일어나는 식물에서의 일반적인 상황과 차이를 보인다. 비슷하게 동일배수체 종 분화는 다배수체 종 분화와 차이가 있다.

### 접합성과 비접합성 (Zygoisity and azygoisity)
접합성(zygosity)은 염색체가 쌍을 이루어 감수분열을 할 수 있는 상태를 의미한다. 따라서 접합성을 나타내는 종은 두배수체이거나 다배수체이다. 비접합성(azygosity) 상태에서는 염색체가 쌍을 이루고 있지 않는다. 이는 일부 무성 생식을 하는 종에게 자연적인 현상이며, 감수분열 이후에 비접합성을 나타낼 수도 있다. 두배수체 생물에서 비접합성 상태는 한배수체이다.

## 특수한 예시

### 세포당 핵이 2개 이상인 경우
엄밀하게 말하면, 배수성은 세포 전체에서가 아니라 하나의 세포 핵에서 염색체 세트 수를 의미한다. 대부분은 세포는 세포 하나당 핵이 하나만 있어서 세포의 배수성을 말하기 쉽지만, 세포 하나당 핵이 여러 개 있는 경우는 배수성을 논의하기 위해서 더 특수한 정의가 필요하다. 일부 저자들은 가끔 세포막 안에 존재하는 모든 핵의 배수성 전체를 합친 것을 융합체(syncytium)라고 부르고, 보통은 각 세포핵의 배수성을 따로따로 논의한다. 예를 들어, 이핵체(dikaryon; 핵이 2개)를 나타내는 진균은 분리된 홑배수체 핵을 2개 가진다고 표현한다.

### 조상의 배수성 레벨
아주 드물게 생식계에서 배수성이 증가하여 다배수성 자손을 만들고, 궁극적으로 다배수성 종을 형성할 수 있다. 이것은 식물과 동물 둘 다에서 중요한 진화 메커니즘이자 종 분화의 기본적인 원동력이다. 이러한 원리 때문에 현재 번식하고 있는 종의 배수성이나 다양성과 조상의 배수성이나 다양성 관계를 구별하는 것은 바람직하다. 이때 조상의 염색체 한 세트를 한배수체 수(x)라고 하고, 이는 현재 생식 중인 생물의 홑배수체 수(n)와 차이가 존재한다.
밀(Triticum aestivum)은 x와 n이 다른 종이다. 각 밀 식물은 총 6세트의 염색체(3개의 서로 다른 두배수체(2n = 7) 종 조상으로부터 각각 염색체 2세트씩 물려받음))를 가진다. 체세포는 여섯배수체이고, 한배수체 수 x = 7이고, 홑배수체 수 n = 21이라서 2n = 6x = 42이다. 생식자는 이 종 내에서는 홑배수체이지만, 진화적인 조상을 고려하면 전체 3세트의 염색체를 가지기 때문에 세배수체이다.
네배수체(2n = 4x)는 많은 식물 종에서 흔하며, 양서류, 파충류, 곤충에서도 나타난다. 예를 들어 아프리카에 서식하는 두꺼비 종류인 제노푸스(Xenopus) 속은 종에 따라 배수성 시리즈를 형성하는데, Xenopus tropicalis 종은 2n = 20이고, X. laevis 종은 4n = 36, X. wittei 종은 8n = 72, X. ruwenzoriensis 종은 12n = 108이다.
진화의 시간 규모에 따라 염색체 다형태(chromosomal polymorphism)는 축적되지만, 이런 변화를 핵형으로 덜 나타난다. 예를 들어 사람은 보통 두배수체 생물이라고 불리지만, 2R 가설(2R hypothesis)은 초기 척추동물 공통조상에서 전체 유전체가 2번 복제되었음을 보여준다.

### 홑두배수성 (Haplodiploidy)
배수성은 같은 종에서 개체마다, 또는 생활 주기의 단계마다 다양할 수 있다. 일부 곤충에서는 계층에 따라 배수성이 다르다. 사람은 생식자만 홑배수체이지만, 개미, 벌, 흰개미 같은 많은 사회적 곤충들에서는 하나의 종 안에 홑배수체와 두배수체가 섞여 있다. 여왕개미(여왕벌)은 혼인 비행을 하면서 수컷과 짝짓기하여 정자를 몸에 저장한 뒤, 터를 잡고 정자를 꺼내 쓰면서 알을 낳는다. 이때 수정되지 않은 홑배수체 알은 그대로 발생하여 성충이 될 때까지 홑배수체로 살아간다. 이렇게 미수정란에서 발생한 홑배수체 개체는 수컷이 된다. 반면, 정자와 알이 수정하여 두배수체가 되면 암컷이 된다. 암컷은 발생하는 과정에서 주변 환경에 따라 일개미(일벌)가 되기도 하고, 여왕개미(여왕벌)가 되기도 한다. 이렇게 한 종 내에서 배수성이 달라지는 경우를 홑두배수성(haplodiploidy; 한자어 '단복상')이라고 하며, 이런 종을 홑두배수성 종이라고 한다.
아메바(Entamoeba)들은 하나의 개체군에서 배수성 레벨이 4n에서 40n까지 다양하다. 대부분의 식물 개체에서는 유성 생식의 생활 주기 단계에 따라 배수성 레벨이 바뀌는 세대 교체가 일어난다.

### 조직 특이적 다배수성
거대한 다세포 생물은 흔히 조직, 장기, 세포 계열마다 배수성 레벨이 서로 다르다. 염색체 수는 일반적으로 감수분열이라는 특수화된 과정에서만 감소하고, 접합자가 체세포분열을 통해 만들어진 몸을 구성하는 체세포는 염색체 수를 동일하게 물려받고 유지한다. 그러나 여러 상황에서 체세포는 세포 분화 차원에서 속재복제(endoreduplication)라는 방법을 통해 염색체 사본 수를 늘린다. 예를 들어, 사람의 2살부터 12살까지 어린이의 심장은 85% 정도의 두배수체 세포핵과 15% 정도의 네배수체 세포핵을 가지며, 어른은 27%의 두배수체 세포핵과 71%의 네배수체 세포핵, 2%의 여덟배수체 세포핵을 가진다.

## 배수성 변이의 적응과 생태학적 중요성
배수성 레벨이 달라짐에 따라 얻는 적응의 장점 또는 단점에 관하여 연구와 논의가 계속되고 있다. 멸종위기 식물과 침입성 식물의 핵형 비교 연구에서, 다배수체와 두배수체 각각을 비교하였을 때 다배수체 식물은 두배수체 식물보다 멸종 위험이 14%나 적었고, 침입성 식물이 될 확률은 20%나 더 많았다. 이는 다배수성이 생존율과 적응도를 증가시킬 수 있다는 것을 암시한다. 일부 연구는 숙주 종은 두배수체를 선호하고 기생충 종은 홑배수체를 선호하도록 자연 선택되었을 것이라고 말한다.
비정배수성의 염색체를 가지는 종자세포가 감수분열을 하면, 염색체는 두 딸세포에게 고르게 전달되지 못하여 비정배수체 생식자를 만든다. 따라서 보통 세배수체 생물은 불임이다. 이 때문에 세배수체 생물은 농업에서 바나나나 수박 같은 씨 없는 과일을 만들 때 사용된다. 만약 사람의 생식자가 수정하여 염색체 3세트를 가지게 된다면, 이러한 상태는 세염색체 증후군이라고 부른다.

## 배수성 수 용어 사전
| 용어            | 정의                                 |
| --------------- | ------------------------------------ |
| 배수성 수       | 염색체 세트 수                       |
| 한배수체 수 (x) | 하나의 완전한 세트에서의 염색체 수   |
| 염색체 수       | 모든 세트를 합했을 때 전체 염색체 수 |
| 접합자 수       | 접합자 세포에서의 염색체 수          |
| 홑배수체 수 (n) | 생식자가 가지는 염색체 수            |
| 두배수체 수     | 두배수체 생물의 염색체 수            |
| 네배수체 수     | 네배수체 생물의 염색체 수            |

일반 감자(Solanum tuberosum)는 4세트의 염색체를 운반하는 네배수체 생물이다. 유성 생식 과정 동안 각 감자 식물 아버지와 어머니는 자손에게 12개 염색체 2세트씩을 물려준다. 총 4세트의 염색체가 합쳐져 자손은 48개의 염색체를 가진다. 이때 홑배수체 수(48의 절반)는 24이다. 한배수체 수는 전체 염색체 수를 체세포의 배수성 레벨로 나눈 값과 같으므로, 48개의 염색체를 배수성 레벨 4로 나누면 한배수체 수는 12이다. 따라서 한배수체 수(12)와 홑배수체 수(24)는 이 예시에서 서로 다르다.
그러나 상업용 감자 작물은 생식자나 수정 과정 없이 자손이 하나의 싱글 부모로부터 만들어지는 무성 생식으로 보통 증식한다. 모든 자손은 서로서로, 그리고 부모와도 유전적으로 동일하고 염색체 수도 다 동일하다. 이 영양 번식 클론의 부모는 여전히 유성 생식 과정을 통해 홑배수체 생식자를 만들 수도 있지만, 이 생식자는 이러한 영양 번식 방법으로 만들어지는 자손을 만드는 데 사용되지 않는다.

## 특수한 예
| 종                                 | 배수성     | 염색체 수 |
| ---------------------------------- | ---------- | --------- |
| 유칼립투스 (Eucalyptus spp.)       | 두배수체   | 2x = 22   |
| 바나나 (Musa spp.)                 | 세배수체   | 3x = 33   |
| 커피나무 (Coffea arabica)          | 네배수체   | 4x = 44   |
| 세쿼이아 (Sequoia sempervirens)    | 여섯배수체 | 6x = 66   |
| 선인장 종류 (Opuntia ficus-indica) | 여덟배수체 | 8x = 88   |

| 종     | 염색체 수       | 배수성 수       |
| ------ | --------------- | --------------- |
| 초파리 | 8               | 2               |
| 밀     | 14, 28, 또는 42 | 2, 4, 또는 6    |
| 악어   | 32, 34, 또는 42 | 2               |
| 사과   | 34, 51, 또는 68 | 2, 3, 또는 4    |
| 사람   | 46              | 2               |
| 말     | 64              | 2               |
| 닭     | 78              | 2               |
| 금붕어 | 100 이상        | 2 또는 다배수체 |

## 참고
1. ↑  '-거듭[배]'을 의미하는 라틴어에서 유래한 tuple의 어원과 비교해보라.
2. ↑  독일어로 쓰인 원본 문서는 다음과 같다. "Schließlich wäre es vielleicht erwünscht, wenn den Bezeichnungen Gametophyt und Sporophyt, die sich allein nur auf Pflanzen mit einfacher und mit doppelter Chromosomenzahl anwenden lassen, solche zur Seite gestellt würden, welche auch für das Tierreich passen. Ich erlaube mir zu diesem Zwecke die Worte Haploid und Diploid, bezw. haploidische und diploidische Generation vorzuschlagen."[12][13]